# Armijska grupa Belluno
Armijska grupa Belluno (njem. Armeegruppe Belluno) je bila vojna formacija austrougarske vojske u Prvom svjetskom ratu. Tijekom Prvog svjetskog rata djelovala je na Talijanskom bojištu.

## Povijest
Armijska grupa Belluno formirana je na Talijanskom bojištu u rujnu 1918. od korpusa koji su činili lijevo krilo 11. armije. U sastav armijske grupe ušli su XVI. korpus pod zapovjedništvom generala pješaštva Rudolfa Kraliceka, I. korpus pod zapovjedništvom generala pješaštva Ferdinanda Kosaka, te XV. korpus kojim je zapovijedao general pješaštva Karl Scotti. Zapovjednikom armijske grupe imenovan je general topništva Ferdinand Goglia, dotadašnji zapovjednik XXIV. korpusa. Armijska grupa nalazila se u sastavu Grupe armija Borojević, te joj je sjedište stožera bilo u Bellunu.
Armijska grupa držala je položaje na planini Grappi, između 11. armije koja se nalazila na desnom krilu, te 6. armije koja joj se nalazila s lijeve strane. Iako nazvana armijskom grupa, ista je po veličini bila veća primjerice, od susjedne 6. armije. Jedinice armijske grupe sudjelovale su u obrambenim borbama na Grapi i u Bitci kod Vittoria Veneta, te kasnijem povlačenju prema Alpama. Armijska grupa Belluno prestala je postojati nakon potpisivanja primirja 3. studenog 1914. i raspada austrougarske vojske.

## Zapovjednici
Ferdinand Goglia (rujan – studeni 1918.)

## Bitke
Bitka kod Vittoria Veneta (24. listopada – 3. studenog 1918.)

## Sastav
- rujan 1918.: XXVI. korpus, I. korpus, XV. korpus
- listopad 1918.: XXVI. korpus, I. korpus, XV. korpus

## Vojni raspored Armijske grupe Belluno u listopadu 1918.
Zapovjednik: general topništva Ferdinand Goglia
- XXVI. korpus (genpj. Ernst Horsetzky)
  - 40. honvedska divizija (podmrš. Nagy)
    - 79. honvedska brigada (puk. Mierka von Morva-Lieszko)
    - 80. honvedska brigada (puk. Köszeghi von Winkhelstein)
    - 27. topnička brigada (puk. Seewald)

  - 28. pješačka divizija (genboj. Zeidler)
    - 55. pješačka brigada (genboj. Rada)
    - 56. pješačka brigada (genboj. Straub)
    - 4. topnička brigada (puk. Antonyburg)
    - 32. topnička brigada (puk. Teisinger)

  - 42. honvedska divizija (podmrš. Soretić)
    - 83. honvedska brigada (puk. Minnich)
    - 84. honvedska brigada (puk. Pinter von Legenye)
    - 53. topnička brigada (genboj. Adler)

  - 4. pješačka divizija (podmrš. Haas)
    - 7. pješačka brigada (puk. Kliemann)
    - 8. pješačka brigada (puk. Wittmann)Položaji Armijske grupe Belluno u listopadu 1918.

- I. korpus (genpj. Ferdinand Kosak)
  - 48. pješačka divizija (podmrš. Gartner von Karstwehr)
    - 95. pješačka brigada (puk. Fischer von See)
    - 96. pješačka brigada (puk. Slameczka)
    - 3. topnička brigada (genboj. Grandowski)

  - 13. streljačka divizija (podmrš. Kindl)
    - 25. streljačka brigada (genboj. Vest)
    - 26. streljačka brigada (genboj. Zwiedinek von Südenhorst)
    - 60. topnička brigada (puk. Müller)

  - 17. pješačka divizija (podmrš. Ströher)
    - 33. pješačka brigada (genboj. Richter)
    - 34. pješačka brigada (puk. Ludvig)
    - 55. topnička brigada (puk. Gallistel)

- XV. korpus (genpj. Karl Scotti)
  - 50. pješačka divizija (podmrš. Gerabek)
    - 99. pješačka brigada (genboj. Jungl)
    - 100. pješačka brigada (puk. Koschak)
    - 50. topnička brigada (puk. Portenschlag-Ledermayr)
    - 62. topnička brigada (puk. Mensi)

  - 20. honvedska divizija (genboj. Stadler von Monte San Michele)
    - 39. honvedska brigada (puk. Kratochwil von Szent Kereszthegy)
    - 40. honvedska brigada (puk. Dobak)
    - 20. topnička brigada (puk. Pohl von Monte San Michele)

- Armijska pričuva
  - 60. pješačka divizija (genboj. Pacor von Karstenfels und Hegyalja)
    - 119. pješačka brigada (genboj. Panzenböck)
    - 120. pješačka brigada (puk. Kofron)

  - 55. pješačka divizija (podmrš. le Beau)
    - 109. pješačka brigada (genboj. Trimmel)
    - 110. pješačka brigada (puk. Zedtwitz)

  - 21. streljačka divizija (podmrš. Klein)
    - 41. streljačka brigada (genboj. Schwandea von Dobropolje)
    - 42. streljačka brigada (puk. Steinsberg)

## Vanjske poveznice
(eng.) Armijska grupa Belluno na stranici Austrianphilately.com  Arhivirana inačica izvorne stranice od 7. listopada 2014. (Wayback Machine)

(eng.) Armijska grupa Belluno na stranici Austro-Hungarian-Army.co.uk

(češ.) Armijska grupa Belluno na stranici Valka.cz